# Rostbrätel

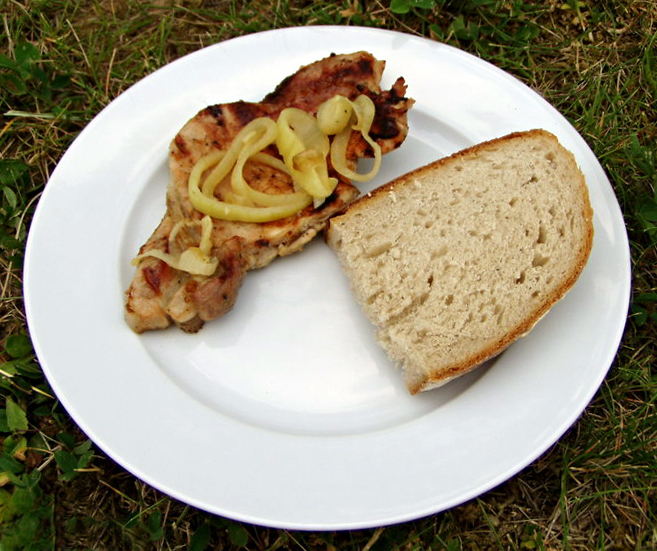
Rostbrätel con pan.

Un rostbrätel es un filete marinado de cuello de cerdo que se asa sobre carbón. Es una especialidad de Turingia y se parece a la rostbratwurst turingia, la segunda especialidad a la parrilla de la región.
Para prepararlo, se ablanda un corte de unos 3 cm de grosor de schweinekamm o cuello de cerdo (con o sin hueso) y se deja marinar entre 2 y 24 horas. Para ello, la carne se salpimenta, se unta con mostaza de Turingia (picante, como la mostaza marrón) y se pone en capas alternas con aros de cebolla crudos en un cuenco, sumergiéndola en una mezcla 3:1 de cerveza Pilsner y aceite vegetal. En algunas recetas se añade también ajo y kümmel.
Para cocinarlo, la parrilla no debe calentarse demasiado, y el metal se engrasa con panceta, aceite, mantequilla o espray antes de poner la carne. Mientras esta se cocina cuidadosamente a fuego medio o bajo, se rocía tras cada vuela con el marinado o con cerveza agitada un poco, directamente de la botella. Esto mejora el sabor y también evita que la carne se seque. La temperatura de cocción puede regularse también rociando cerveza directamente sobre el carbón, y el vapor así provocado ayuda a cocinar y dar sabor a la carne.
- Datos: Q880562
- Multimedia: Rostbrätel / Q880562